# Port lotniczy Antsalova
Port lotniczy Antsalova (IATA: WAQ, ICAO: FMMG) – port lotniczy położony w Antsalova na Madagaskarze.

## Linie lotnicze i połączenia
| Linia Lotnicza | Kierunek        |
| -------------- | --------------- |
| Air Madagascar | 1. Antananarywa |